# 若澤博尼法西烏 (聖保羅州)
若澤博尼法西烏（葡萄牙語：José Bonifácio），是巴西的城鎮，位於該國南部，由聖保羅州負責管轄，始建於1906年6月24日，面積860平方公里，海拔高度458米，2010年人口32,763，人口密度每平方公里38.1人。
21°3′10″S 49°41′16″W / 21.05278°S 49.68778°W